# 科尼克
51°45′52″N 26°3′21″E / 51.76444°N 26.05583°E
科尼克（烏克蘭語：Коник），是烏克蘭西北部的村莊，隸屬里夫內州的瓦拉什區。該村始建於1855年，面積16.3平方公里，海拔高度144米，2001年人口16，人口密度每平方公里0.98人。